# Ilo Krugli
Elias Kruglianski, mais conhecido por Ilo Krugli (Buenos Aires, 10 de dezembro de 1930 – São Paulo, 7 de setembro de 2019), foi um diretor de teatro, ator, artista plástico, figurinista, escritor, artista plástico, autor, dramaturgo, diretor, cenógrafo, figurinista, produtor e professor de interpretação argentino-brasileiro. Foi uma das principais figuras do teatro para crianças no Brasil.
Filho de imigrantes judeus poloneses que fugiram da Europa após a Primeira Guerra Mundial, Ilo nasceu na Argentina, e mudou-se para o Brasil em 1960, e naturalizou-se brasileiro em 1961. Primeiro trabalhou na cidade do Rio de Janeiro, onde criou um curso de teatro de bonecos junto de Pedro Dominguez. Em 1974 fundou um dos mais importantes grupos teatrais da história artística do Brasil - o Ventoforte. Em 1980 passou a residir em São Paulo.
Faleceu em 7 de setembro de 2019, vítima de infarto.

## Biografia
De origem asquenaze, era filho de Jaime Kruglianski, tecelão, e Rosa Zacharias, dona de casa, ambos de inclinação política socialista.

## Livros
- A História do Barquinho. Ed. Ática, 2003. ISBN 8508086113

## Espetáculos
- História de um Barquinho (virou espetáculo Festival do Teatro Gláucio Gill), 1972
- História de Lenços e Ventos (estreia em Curitiba / MAM RJ), 1974/75
- Da Metade do Caminho ao País... (duas versões - infantil e adulto, estreia no MAM RJ), 1975
- O Mistério das Nove Luas (estreia Teatro Ginástico/RJ), 1977
- Sonhos de um Coração Brejeiro Naufragado de Ilusão (duas versões, estreia T.Glauce Rocha), 1978
- O Mistério das Nove Luas (estreia T. Procópio Ferreira/SP), 1979
- História de Lenços e Ventos / História de um Barquinho , 1980/81
- Luzes e Sombras (montagem com alunos), 1981
- História de um Barquinho (montagem com alunos), 1981
- História do Barquinho, 1982
- Os Cisnes Selvagens (montagem com alunos), 1982
- Os Misteriosos Pássaros de Barro (montagem com alunos), 1982/83
- Brisa Branda (montagem com alunos), 1983
- Estou fazendo uma Flor (comemorando 9 anos), 1983
- As Quatro Chaves (montagem com alunos), 1983/84
- Brinquedo da Noite (montagem com alunos), 1984
- Caminhadas, 1984
- Junto ao Muro (montagem com alunos), 1984
- Os Cisnes Selvagens (montagem com alunos), 1984
- Vai Começar Tudo de Novo (montagem com alunos), 1984
- História do Barquinho, 1985
- Labirinto de Januário , 1985
- História de Lenços e Ventos (em Cuba), 1986
- Qualquer Homem é Suspeito, 1988
- Dois Irmãos - O Pássaro de Ouro, 1988
- O Pássaro de Ouro (montagem com alunos), 1989
- Mistério do Fundo do Pote(montagem com alunos), 1989
- Um Rio que vem de Longe, 1990
- História de Lenços e Ventos (com o Grupo Hombu – RJ), 1991
- Casamento de Manuel e Manuela - Uma Rosa para Bela (com alunos), 1994
- História de Lenços e Ventos, 1993
- Histórias que o Eco Canta , 1993
- Um Rio que vem de Longe (Monólogo), 1994
- História de Lenços e Ventos, 1996
- Sete Corações, Poesia Rasgada, estreia 03/08/1996
- Entre o Céu e o Mar, 1997
- Sete Corações, Poesia Rasgada, estreia 10/10/1998
- Um Rio que vem de Longe, 1998
- O Mistério das Nove Luas, estreia 24/09/1999
- O Rio que vem de Longe, 1999
- História de Lenços e Ventos, 2000
- Um Rio que vem de Longe (nova montagem), 2001
- O Mistério das Nove Luas (Palco Giratório - SESI), 2001
- O Mistério das Nove Luas, estreia 23/02/2002

## Prêmios recebidos
1974
- Prêmio Molière -Indicação para Prêmio Especial
- Associação de Críticos do Estado do Rio de Janeiro - Recomendação Especial para HISTÓRIA DE LENÇOS E VENTOS

1975
- Prêmio SNT - Rio de Janeiro

Um dos cinco melhores espetáculos - DA METADE DO CAMINHO AO PAÍS DO ÚLTIMO CÍRCULO
1976
Prêmio Molière de Incentivo ao Teatro Infantil
HISTÓRIA DE LENÇOS E VENTOS
Premio de Porto Alegre Açorianos
Melhor espetáculo do Ano
PEQUENAS HISTÓRIAS DE LORCA
1977
Prêmio SNT - Rio de Janeiro
Um dos cinco melhores espetáculos O MISTÉRIO DAS NOVE LUAS
Prêmio Mambembe - Rio de Janeiro
Prêmio pela Direção: Ilo Krugli
Prêmio pelo Figurino: Ilo Krugli
Indicação para Autor: Ilo Krugli
Indicação para Cenógrafo: Ilo Krugli
Indicação para Produtor ou Empresário: Grupo Ventoforte
Indicação para Categoria Especial: Jorginho de Carvalho (iluminação)
O MISTÉRIO DAS NOVE LUAS
Títere de Ouro
Prêmio especial do júri no 1o. Festival Internacional de Bonecos, Artigas, Uruguai
CORAÇÃO NAUFRAGADO DE ILUSÃO
1978
Prêmio Mambembe - São Paulo
Indicação para Grupo, Movimento ou Personalidade: Grupo Ventoforte, Grupo Hombu, Teatro Orgânico Alderã, Marca Prod. Artísticas pela abertura do Teatro Bexiga
1979
Prêmio APCA
Melhor espetáculo - O MISTÉRIO DAS NOVE LUAS
Prêmio Mambembe - Rio de Janeiro
Prêmio pelo Figurino: Ilo Krugli
Indicação para Direção: Ilo Krugli
SONHOS DE UM CORAÇÃO BREJEIRO
1980
Prêmio SNT - São Paulo
Um dos cinco melhores espetáculos
HISTÓRIAS DE LENÇOS E VENTOS
Prêmio Mambembe - São Paulo
Prêmio pela Direção: Ilo Krugli
HISTÓRIAS DE VENTOS E LENÇOS
Prêmio APCA
Melhor espetáculo
HISTÓRIA DE LENÇOS E VENTOS
Prêmio APCA
Prêmio pela Contribuição ao Teatro Infantil
GRANDE PRÊMIO DA CRÍTICA
1981
Prêmio SNT - São Paulo
Um dos cinco melhores espetáculos
A HISTÓRIA DE UM BARQUINHO
Prêmio Mambembe - São Paulo
Prêmio pela Direção Ilo Krugli
HISTÓRIA DE UM BARQUINHO
Indicação para Grupo, Movimento ou Personalidade: Casa do Ventoforte - pelo conjunto de trabalhos na área do teatro infantil, como o curso de atores e a montagem do espetáculo
LUZES E SOMBRAS
Prêmio APCA
Prêmio para Melhor Diretor: Ilo Krugli
HISTÓRIA DE UM BARQUINHO e LUZES E SOMBRAS
Prêmio para Melhor Música: Ronaldo Motta
HISTÓRIA DE UM BARQUINHO
1983
Premio Inacen - São Paulo
Melhor Espetáculo Infanto-Juvenil
BRINQUEDO DA NOITE
Prêmio Mambembe - São Paulo
Indicação para Grupo, Movimento ou Personalidade: Teatro Ventoforte - pela pesquisa da cultura popular em suas montagens
1983/1984
Concurso Nacional de Dramaturgia
1o Lugar: Ilo Krugli
LABIRINTO DE JANUÁRIO
1984
Prêmio Mambembe - São Paulo
Prêmio para Grupo, Movimento ou Personalidade: Grupo Ventoforte - pelo conjunto de trabalhos apresentados nas comemorações dos 10 anos do grupo
Prêmio APETESP de Teatro
Indicação para Produtor Executivo: Casa do Ventoforte
(Falta saber o nome do espetáculo (Não estava no programa da APETESP)
1985
Prêmio Mambembe - São Paulo
Prêmio para Grupo, Movimento ou Personalidade: Casa do Ventoforte / Centro de Arte e Cultura Integrada - pela conquista e inauguração de seu espaço.
Prêmio Molière de Incentivo ao Teatro Infantil
LABIRINTO DE JANUÁRIO
Prêmio APCA
Prêmio para o Melhor Espetáculo
LABIRINTO DE JANUÁRIO
Prêmio Governador do Estado - Teatro
LABIRINTO DE JANUÁRIO
Prêmio APETESP de Teatro
Indicação para Diretor: Ilo Krugli
Indicação para Cenografia: Ilo Krugli, Luiz Laranjeiras e Edílson Castanheira
Indicação para Figurino: Ilo Krugli e Ana Maria Carvalho
Indicação para Produtor: Casa do Ventoforte - Centro de Arte e Cultura Integrado
LABIRINTO DE JANUÁRIO
1986
Premio Inacen - São Paulo
Um dos cinco Melhores Espetáculos Infantis
LABIRINTO DE JANUÁRIO
Prêmio Mambembe - São Paulo
Prêmio para Produtor ou Empresário: Teatro Ventoforte
Prêmio para Categoria Especial: Edgar Lippo, Maria Ozetti, Fernando Gatti, Pedrão do Maranhão e Wagner Benetti (pela música)
Indicação para Autor: Ilo Krugli
LABIRINTO DE JANUÁRIO
Prêmio APCA
Prêmio de Melhor Espetáculo
LABIRINTO DE JANUÁRIO
Prêmio Governador do Estado
Melhor espetáculo de Teatro Infantil
Melhor Diretor
LABIRINTO DE JANUÁRIO
Melhor Espetáculo Visitante em Cuba
HISTÓRIA DE LENÇOS E VENTOS
1987
Prêmio Mambembe - São Paulo
Prêmio para Grupo, Movimento ou Personalidade: Casa Ventoforte e Centro de Arte e Cultura Integrada - pelo projeto De quem é a Criança?
1988
Prêmio Mambembe - São Paulo
Prêmio para Grupo, Movimento ou Personalidade: Casa Ventoforte - por 15 anos de trabalho cultural.
Indicação para Produtor ou Empresário: Casa Ventoforte - Centro de Arte e Cultura Integrada
DOIS IRMÃOS - O PÁSSARO DE OURO
Prêmio APCA
Prêmio de Cenógrafo: Ilo Krugli e Roberto Mello
DOIS IRMÃOS - O PÁSSARO DE OURO
Prêmio APETESP de Teatro
Indicação para Dramaturgo: Ilo Krugli
DOIS IRMÃOS - O PÁSSARO DE OURO
Indicação para Produtor: Casa do Ventoforte - Centro de Arte e Cultura Integrada
DOIS IRMÃOS - O PÁSSARO DE OURO
1993
Prêmio APETESP de Teatro
Indicação para Dramaturgo: Ilo Krugli
O CASAMENTO DE MANUEL E MANUELA
Indicação para Produtor: Casa do Ventoforte
O CASAMENTO DE MANUEL E MANUELA - UMA ROSA PARA BELA
1995
Prêmio Mambembe - São Paulo
Um dos cinco melhores espetáculos
Prêmio pela Direção: Ilo Krugli
Indicação para Autor: Ilo Krugli
Indicação para Atriz: Eliane Weinfurter
Indicação para Figurino: Ilo Krugli
Indicação para Categoria Especial: João Poletto e Grupo Musical
HISTÓRIAS QUE O ECO CANTA
Prêmio APCA
Prêmio pelos 20 anos do Grupo Ventoforte
GRANDE PRÊMIO DA CRÍTICA
Prêmio APETESP de Teatro
Indicação para Autor: Ilo Krugli
Indicação para Cenografia: Ilo Krugli
Indicação para Figurino: Ilo Krugli
Indicação para Coreografia: Ilo Krugli
FALTA O NOME DO ESPETÁCULO - NÃO ESTAVA NO CATALOGO DA APETESP
1996
Prêmio Mambembe - São Paulo
Indicação para Categoria Especial: Teatro Ventoforte - pela música
Indicação para Grupo, Movimento ou Personalidade: Teatro Ventoforte - pelo espetáculo
OS SETE CORAÇÕES - POESIA RASGADA
Prêmio APETESP de Teatro
Prêmio para Ator Protagonista: Ilo Krugli
SETE CORAÇÕES - POESIA RASGADA
1997
Prêmio Mambembe - São Paulo
Prêmio para Cenógrafo: Ilo Krugli
Indicação para Direção: Ilo Krugli
Indicação para Ator: Dinho Lima
Indicação para Categoria Especial: João Politto - pela direção musical
Indicação para Grupo, Movimento ou Personalidade: Teatro Ventoforte - pelo conjunto de trabalhos
ENTRE O CÉU E O MAR
1999
Prêmio Coca-Cola de Teatro Jovem
Indicação para cenografia: Ilo Krugli - O MISTÉRIO DAS NOVE LUAS
2001
Prêmio para Montagem Flávio Rangel
Secretaria Estadual de Cultura se São Paulo -O PORTAL DAS MARAVILHAS